# Bjarnarey
Bjarnarey es el nombre de una isla volcánica del océano Atlántico que pertenece a Islandia, y que geográficamente es una de las 15 islas que forman el archipiélago de Vestmannaeyjar. Posee una superficie estimada en 0,32 kilómetros cuadrados, su punto culminante es el monte conocido como Bjarnarey  que se eleva hasta los 161 m s. n. m. Administrativamente hace parte de la región de Suðurland.

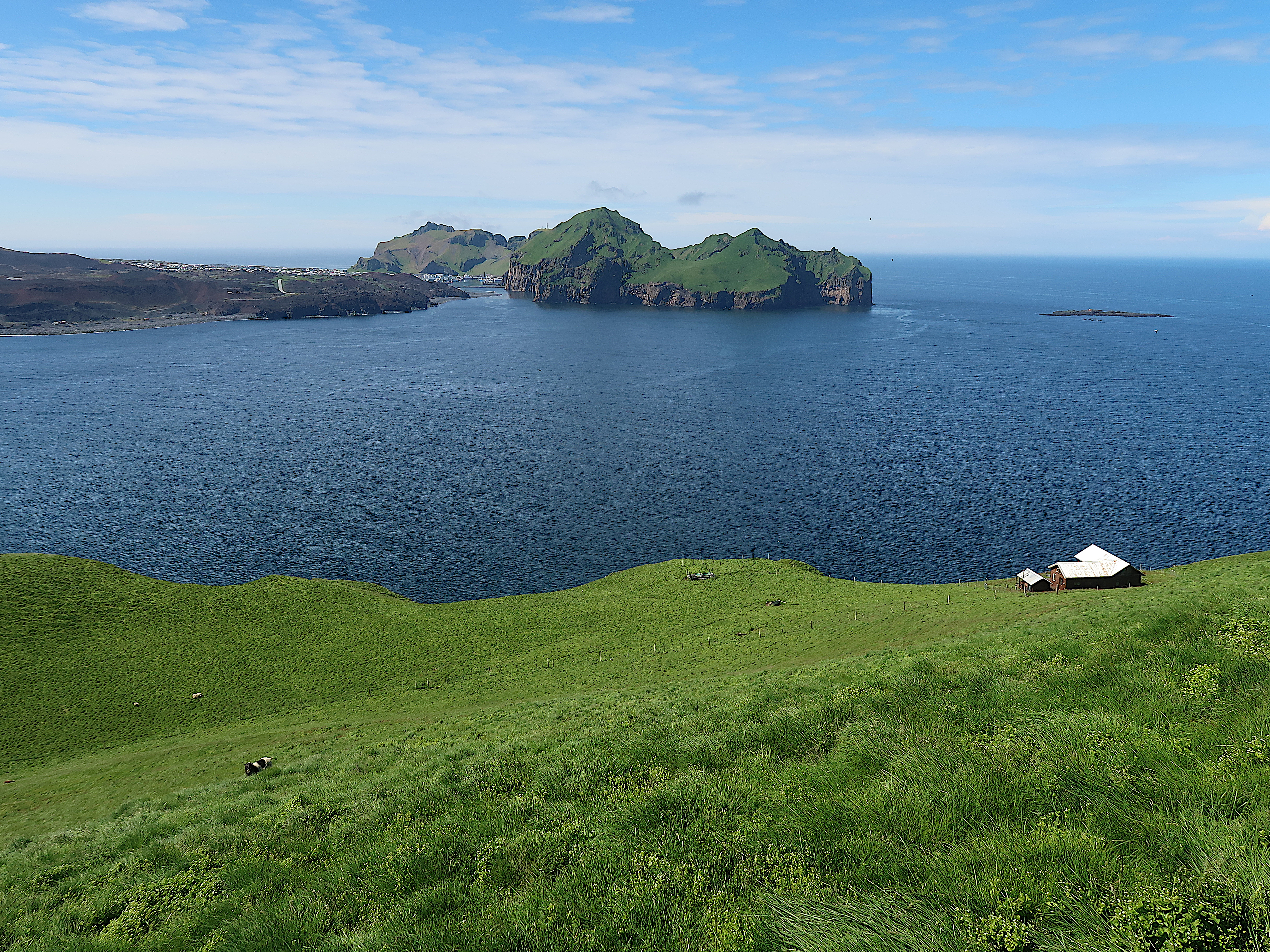
La vista desde la isla de Bjarnarey hacia Heimaey